# لاشیئو
لاشیئو (به لاتین: Lashio) یک منطقهٔ مسکونی در میانمار است که در Lashio Township واقع شده‌است. لاشیئو ۱۳۱٬۰۰۰ نفر جمعیت دارد و ۸۳۶ متر بالاتر از سطح دریا واقع شده‌است.